# Oxyd
Oxyd — логическая компьютерная игра, выпущенная для платформ Amiga, Atari, Macintosh, PC, и NeXT компанией Dongleware Verlags GmbH в 1992 году.

## Игровой процесс
Игрок должен перезапустить все кислородные генераторы, которые называются Oxyds, на родной планете.
Игрок управляет маленьким черным шариком, который катится по поверхности, поднимая на своем пути вещи, касаясь предметов, чтобы их активировать и ударяя другие предметы, чтобы сдвинуть их с места. Игровое поле называется местностью (англ. landscape). Чтобы перейти в следующую местность, игрок должен открыть все Oxyd’ы на текущей местности, что достигается касанием их, но они останутся открытыми, только если последняя открытая пара Oxyd’ов имеет одинаковый цвет.
На многих локациях есть подсказки: некоторые из них полезны, но остальные могут смутить или просто быть бесполезными. В помощь игроку даются бомбы, динамит, лазеры, зеркала, скрытые проходы и другие полезные вещи. В то же время, чтобы усложнить прохождение на уровнях присутствовали бездонные ямы, разрушающийся пол, скользкие области, бассейны, в которых шарик тонул и другие ловушки.

## После выпуска
После своего выпуска Oxyd получил достаточную популярность, чтобы на свет появилось несколько сиквелов: Oxyd Magnum, Oxyd Extra, и per.Oxyd (также известный как Oxyd 2). В свою очередь, сам Oxyd был сиквелом менее известной игры Esprit.
Серия игр Oxyd больше не поддерживается Dongleware.
Mad Data, с разрешения Dongleware, возродила серию. Результатом стала официальная бесплатная игра под именем Oxyd extra v2.0.

## Маркетинговая политика
Маркетинговая политика разработчиков Oxyd была довольно необычной: игрок мог достать полную версию игры бесплатно, для примера, с диска shareware игр. Когда он или она, начинали играть, то первые десять уровней проходились без особых осложнений. С одиннадцатого уровня начинали встречаться «Магические Камни», которые блокировали важные части и проходы местностей, из-за чего продвижение дальше становилось практически невозможным. Чтобы убрать эти Камни, игроку предлагалось купить «Книгу Oxyd», объёмом около 150 страниц. В книге находились таблицы, содержащие коды, которые игрок мог найти с помощью информации от Магических Камней. Эта книга стоила примерно столько же, сколько и копия игры.